# Xã Plymouth, Quận Grand Forks, Bắc Dakota
Xã Plymouth (tiếng Anh: Plymouth Township) là một xã thuộc quận Grand Forks, tiểu bang Bắc Dakota, Hoa Kỳ. Năm 2010, dân số của xã này là 68 người.